# 长毛岩须
长毛岩须（学名：Cassiope wardii）为杜鹃花科岩须属下的一个种。

## 扩展阅读
- 維基物種上的相關：长毛岩须